# ماكس كينغ (إميرديل)
ماكس كينغ هو شخصية وهمية وبطل الرواية الرئيسي من المسلسل التلفزيوني الطويل، إميرديل ، صورت من قبل تشارلي كيمب.

## الوقائع المنظورة
وصل ماكس إلى إميرديل في أوائل عام 2005، بعد عام تقريبًا من إدخال بقية أفراد عائلته. كان هو وصديقته يتجولون في جميع أنحاء العالم ولكن ماكس عاد إلى المنزل لحفل زفاف والده المشؤوم إلى شاريتي دينجل.
رأى الكثيرون أن ماكس هو خروف عائلته الأسود مثل شقيقه الأكبر جيمي، أقل تشددًا من «الملك النموذجي». لم يعمل في شؤون العائلة الملك والابن مثل إخوانه لأنه أنهى دراسته الجامعية مؤخرًا، حيث تدرب ليكون طبيبًا بيطريًا، ثم ذهب في رحلة حول العالم. جاء إلى إميرديل لحضور حفل زفاف والده وكان يخطط لمواصلة رحلته في وقت لاح، لكن توم حصل له على وظيفة في عيادة بادي كيرك بعد إخباره أنه إذا استمر في رحلاته فسيحتاج إلى إعالة نفسه.
مع ذلك، في أواخر عام 2005 تم خداعه من قبل والده للحصول على بعض الأراضي التي يريدها. استخدم توم موقع ماكس كطبيب بيطري لتسميم الحيوانات التي يحتفظ بها أصحابها الذين رفضوا بيع الأرض. أصر توم على أن يفعل ذلك لإظهار الامتنان للسماح له بالذهاب إلى الجامعة.